# Odo agilis
Odo agilis är en spindelart som beskrevs av Simon 1897. Odo agilis ingår i släktet Odo och familjen taggfotsspindlar. Inga underarter finns listade i Catalogue of Life.